# B.M (chanson)
 (février 2017).
B.M est une chanson du chanteur congolais Héritier Watanabe sortie le 13 juillet 2016 sous le label Obouo Music. 1er single extrait de son 1er album studio Carrière d'honneur - Retirada, la chanson est écrite par Héritier Watanabe. Le clip vidéo sort le même jour et atteint le nombre de 100 000 vues en moins de 24 heures. 
B.M signe "Bernadette Masengu", personne à qui est dédiée la chanson.[réf. nécessaire]

## Liste des pistes
| 1. | B.M | 6:40 |